# نيوتن (مقاطعة مانيتووك)
نيوتن، مقاطعة مانيتووك (بالإنجليزية: Newton, Manitowoc County, Wisconsin)‏ هي بلدة تقع بولاية ويسكونسن في الولايات المتحدة. تبلغ مساحتها 91.9 (كم²)، وترتفع عن سطح البحر 227 م، بلغ عدد سكانها 2241 نسمة في عام 2000 حسب إحصاء مكتب تعداد الولايات المتحدة وتصل الكثافة السكانية فيها 25.4 نسمة/كم2.

## وصلات خارجية
- http://www.townofnewton.org
- The US50 - Cities and Towns in Wisconsin State
- Wisconsin Cities and Towns, Facts, Map, Flag, Colleges, Government, and More